# Coordenadas selenográficas
As coordenadas selenográficas são linhas imaginárias dispostas em coordenadas esféricas, tal como as coordenadas geográficas, mas que estão transpostas para a superfície da Lua. Tomou-se como ponto de partida o equador lunar e, no caso do  meridiano principal, tal como no caso terrestre, adotou-se uma mera convenção.
A longitude selenográfica do final da tarde é igual à colongitude mais 180°.
De maneira grosseira, o meridiano primário da Lua reside próximo ao centro do seu disco como visto da Terra. Para aplicações precisas, existem pequenas variações nessa definição. A União Astronômica Internacional recomenda o sistema "mean Earth/polar axis", no qual o meridiano primário é a direção média (desde o centro da Lua) ao centro da Tera.